# 徐集乡 (涟水县)
徐集乡，是中华人民共和国江苏省淮安市涟水县下辖的一个乡镇级行政单位。2018年12月1日撤消，并入涟城街道

## 行政区划
徐集乡下辖以下地区：
徐集社区、王湾村、张罗村、庵园村、上庄村、石庄村、红刘村、林码村、胡新村、林场村、许官营村、双码村、左程村、季庵村和上营村。